# Ланге, Кристиан Лоус
Кристиан Лоус Ланге (норв. Christian Lous Lange; 17 сентября 1869, Ставангер — 11 декабря 1938, Осло) — норвежский политик, генеральный секретарь Межпарламентского союза. Лауреат Нобелевской премии мира за 1921 год совместно с Карлом Брантингом.

## Биография
Получил образование в Университете Осло, который окончил в 1893 году, получив степень магистра гуманитарных наук. В 1909 году занял пост генерального секретаря Межпарламентского союза, вследствие чего переехал в Брюссель, где находилась штаб-квартира Союза. С началом Первой мировой войны вынужден был перенести штаб-квартиру в Норвегию, где практически в одиночестве продолжил свою работу. В послевоенное время Ланге активно занимался восстановлением деятельности Союза, а в 1921 году организовал первую послевоенную конференцию в Женеве. В тот же год вместе с Карлом Яльмаром Брантингом он был удостоен Нобелевской премии мира «за пропаганду арбитража как средства решения международных конфликтов». Нобелевская лекция Ланге была посвящена интернационализму. Также он принимал активное участие в деятельности Лиги Наций, где являлся делегатом от Норвегии.
Высказывался: «Сегодня мы стоим на мосту от территориального государства к мировому сообществу».